# 関口恒五郎
関口 恒五郎（せきぐち つねごろう、1910年7月29日 - 1988年11月3日）は、昭和時代の日本の柔道家、関口病院院長。全日本学生柔道連盟会長などを歴任。講道館八段。父は関口孝五郎、兄は関口林五郎。

## 略歴
- 旧制群馬県立前橋中学校卒業[1]
- 1935年、東京医学専門学校（現在の東京医科大学）卒業
- 1937年、軍医として出征
- 1958年、空襲で焼失した群馬県最初の道場・弘道館を再建
- 1983年、この当時、日本柔道界は内紛が発生し、全日本学生柔道連盟（学柔連）が全日本柔道連盟（全柔連）を脱退。全柔連は傘下に新大学柔道組織である全日本大学柔道連盟（大学柔連）を設立。関口は会長に就任。柔道界統一に尽力し[要出典]、1988年の日本学生柔道連盟の発足を実現させた。

## 主な役職
- 全日本柔道連盟副会長
- 全日本大学柔道連盟会長
- 関口病院院長
- 群馬県体育協会名誉会長